# Большой ордер
Большой ордер (итал. il Grande ordine, фр. le Grand ordre), также колоссальный, или гигантский, архитектурный ордер — композиция фасада здания с колоннами или пилястрами, охватывающими два и более этажей. Использование устаревшего словосочетания «ордерная декорация», встречающегося во многих словарях, противоречит самому содержанию понятия «ордер» как тектонической основы архитектурной композиции. Колонны или полуколонны, пилястры большого ордера играют важную тектоническую роль: они призваны создавать образ особенного величия, мощи, прочности и надёжности здания.
В малом, или поэтажном, ордере, на каждом этаже или ярусе здания расположен свой ряд колонн, полуколонн или пилястр.
В античной архитектуре большой ордер не использовали. Идея охватить одним ордером несколько этажей здания возникла в эпоху итальянского Возрождения согласно новому художественному мировоззрению, но с аллюзией на величие архитектуры императорского Рима. Первым, соответственно такой идеологии, большой ордер применил Альберти в проектах церкви Сан-Себастьяно (1460) и Сант-Андреа в Мантуе (1470) с фасадом наподобие древнеримской триумфальной арки, но с пилястрами в высоту трёх этажей.
Эволюцию ордерных представлений в эпоху Возрождения обобщённо изложил О. Шуази: «В зданиях первой половины XVI века один лишь карниз служил единицей масштаба, но ещё не решались применять на фасадах один ордер, который объединял бы несколько этажей. В течение XV века в этом направлении делались только отдельные редкие попытки; смелое применение колоссального ордера позволила себе новая школа. Сначала включают в один ордер два верхних этажа; идея такой группировки была намечена Браманте в палаццо Канчеллериа; теперь эту группировку применяет Виньола во дворце в Капрароле…».
В проекте оформления Кампидолио (Капитолийской площади) в Риме (1536—1538) Микеланджело предусмотрел фасады Дворца сенаторов и Дворца консерваторов, оформленными пилястрами большого ордера.
Классикой большого ордера в истории архитектуры являются постройки Андреа Палладио и его последователей палладианцев. Подлинное величие благодаря большому ордеру приобретают шедевры Палладио в Виченце: Палаццо Вальмарана, Палаццо дель Капитаниато (Лоджия дель Капитанио) (проекты 1565—1566 годов). Д. Е. Аркин писал по поводу вичентистских построек Палладио: «Колонна как средство пластической разработки стены — вот что такое колоссальный ордер», и здесь Палладио «выступает как прямой предшественник архитектурной эстетики барокко».
Большой ордер применяли архитекторы периода маньеризма. Во Франции эпохи «большого стиля» короля Людовика XIV, соединившего эстетику барокко и классицизма, выдающимся примером архитектурной композиции колоссального ордера является знаменитая «колоннада» — восточный фасад Лувра, постройки Клода Перро.
Большой ордер был возрождён в период неоренессанса середины XIX века.
- Церковь Сант-Андреа в Мантуе. Проект 1470 г. Архитектор Л. Б. Альберти
- Кампидолио (Капитолийский холм). Офорт Дж. Вази. 1754
- Палаццо Вальмарана. Виченца. Проект 1565 г. Архитектор А. Палладио. Гравюра Дж. Барбери
- Палаццо дель Капитаниато. Виченца. 1571. Архитектор А. Палладио
- Палаццо Порто на площади Кастелло. Виченца. 1571. Архитектор А. Палладио
- Восточный фасада Лувра. Архитектор К. Перро. 1664—1673
- Дом Пашкова в Москве. 1784—1786. Проект В. И. Баженова